# Bjørg
Bjørg eller Björg er et pigenavn.
Navnet anvendes også som mellemnavn og efternavn.
Det tilsvarende drengenavn er Bjørk eller Björk, der dog i dag også bruges som pigenavn.

## Ekstern henvisning
- Ankestyrelsens liste over de i Danmark godkendte fornavne Arkiveret 12. maj 2012 hos  Wayback Machine

| Fornavne | Spire Denne artikel om et fornavn er en spire som bør udbygges. Du er velkommen til at hjælpe Wikipedia ved at udvide den. |